# 宽苞金背柳
宽苞金背柳（学名：Salix sclerophylla var. obtusa）为杨柳科柳属下的一个变种。

## 扩展阅读
- 維基物種上的相關：宽苞金背柳